# São Sebastião (Porto Alegre)
São Sebastião é um bairro da zona norte da cidade brasileira de Porto Alegre, capital do estado do Rio Grande do Sul. Foi criado pela Lei Nº 3.671 de 19 de julho de 1972 e modificado pela Lei Nº 12.112, de 22 de Agosto de 2016.

## Histórico[3]
As primeiras ocupações da região do São Sebastião remontam a meados do século XX.
Até a década de 1970, as condições de habitação e saneamento eram deficientes e precárias, motivando os moradores a se reunirem em um movimento comunitário que culminou na fundação da Associação de Moradores do Parque São Sebastião, em 1974. Uma das primeiras reivindicações dos habitantes foi o tratamento das ruas e praças do bairro.
Um dos primeiros prédios a ser construído nas imediações do bairro, ainda na década de 1970, foi uma estação de rádio comunicação da extinta companhia aérea Panair do Brasil, que se localizava nos limites do São Sebastião com o bairro Floresta, e que operava com fonia e telégrafo, transmitindo boletins meteorológicos. A estação foi desativada, sendo deslocada para a Vila Santa Rosa, no bairro Rubem Berta, mais ao norte da cidade.

## Características atuais
Limita-se com as avenidas Sertório e Assis Brasil e com bairros como Jardim Lindóia, Sarandi e Vila Ipiranga.
É um bairro de classe média, predominantemente residencial. Possui muitos conjuntos residenciais (BNH) e um grande centro de compras, o Boulevard Assis Brasil, onde funciona o supermercado Zaffari. Possui ainda o Complexo Atacadão/Leroy Merlin. Possui várias praças e uma escola pública. Está presente no bairro a fábrica da GKN Driveline (antiga Albarus), fundada em 1978.

### Pontos de referência
Áreas verdes
- Praça PM Alcides Figueiredo Cézar
- Praça Chasqui
- Praça Ernst Ludwig Herrmann
- Praça Ivo Corrêa Meyer
- Praça Jorge Bastone
- Praça Vitória Régia

Educação
- Escola Estadual de Ensino Fundamental Ana Neri

Outros
- GKN Driveline
- Supermercado Atacadão
- Leroy Merlin
- UPA Moacyr Scliar
- Igreja Nossa Senhora do Caravaggio
- Boulevard Assis Brasil
- Centro Administrativo Sicredi
- Terminal de Ônibus Triângulo

## Limites atuais
Avenida Assis Brasil esquina com Avenida Bogotá; por esta, até a Rua Presidente Juarez; por esta, até encontrar a Rua Lasar Segall; por esta, até a Avenida Sertório; por esta, até a Rua Dona Alzira; por esta, até a Estrada Baltazar de Oliveira Garcia; e, por esta, e pela Avenida Assis Brasil, até o ponto inicial da Avenida Bogotá.